# Rondout Reservoir
Rondout Reservoir – zbiornik retencyjny znajdujący się w stanie Nowy Jork, w hrabstwach Ulster oraz Sullivan. Zbiornik jest częścią sieci wodociągowej miasta Nowy Jork, jest położony 120 km na północny wschód od Nowego Jorku.
Powierzchnia Rondout Reservoir wynosi 8,3 km², maks. długość to 9,6 km, a średnia głębokość zbiornika wynosi 22,5 m. Zbiornik mieści 49 600 000 000 galonów amerykańskich (1,88×1011 L).
Budowę zbiornika ukończono w 1950 r. Zbiornik jest zaopatrywany w wodę ze zbiorników Pepacton Reservoir, Cannonsville Reservoir oraz Neversink Reservoir. Z Rondout Reservoir wypływa akwedukt Delaware, który następnie zaopatruje w wodę zbiorniki West Branch Reservoir oraz Kensico Reservoir.
Ponadto, rzeki uchodzące do zbiornika to: Trout Brook oraz Chestnut Creek.